# Florence Foster Jenkins
Florence Foster Jenkins (Wilkes-Barre, 19 de julho de 1868 — Nova Iorque, 26 de novembro de 1944), nascida Narcissa Florence Foster, foi uma socialite e soprano amadora estadunidense, conhecida e ridicularizada por sua habilidade de cantar mal e pelas roupas bizarras de suas performances.
Ela é descrita como tendo grande dificuldade com habilidades vocais básicas, como tom, ritmo e sustentação de notas e frases. Estava consistentemente fora do tom, muitas vezes consideravelmente. Sua dicção era ruim, particularmente em línguas que não fossem o inglês. As difíceis árias as quais elas escolheu para performar — todas além de sua habilidade técnica e de seu alcance vocal — serviram apenas para enfatizar esses problemas. "Não há sequer maneira de discutir isso pedagogicamente", disse o instrutor vocal Bill Schuman. "É incrível que ela tenha tentado cantar esse tipo de música."
O empresário de ópera Ira Siff, o qual a chamou de "a anti-Callas", disse que "Jenkins era refinadamente ruim, tão ruim que o resultado foi uma noite muito boa para o teatro. Ela desviaria da música original, e faria coisas perspicazes e instintivas com sua voz, mas de uma forma terrivelmente distorcida. A horribilidade não tinha fim. Diz-se que Cole Porter precisava bater sua bengala em seu pé para evitar rir alto enquanto ela cantava. Ela era mesmo ruim." No entanto, Porter raramente perdia um recital.
Os ingressos para os recitais anuais que protagonizava no Hotel Ritz eram disputados a tapa. A eles, ela oferecia um repertório caprichado — Mozart, Verdi, Strauss — com uma peculiaridade: conseguia as piores interpretações que estes compositores já tiveram em toda a História. Florence cantava mal. Muito mal. Tão mal que ganhou o apelido de “a diva do grito”. Com o tempo, os desatinos vocais de Florence caíram no esquecimento. A “arte” de Florence Foster Jenkins chegou a um grande palco em busca de platéias contemporâneas. A trajetória da cantora é a principal atração de “Souvenir”, espetáculo que estreou no Teatro Lyceum, na Broadway. Florence brilha mais uma vez em Nova Iorque.
No Brasil, em 2009 a cantora foi interpretada por Marília Pera no espetáculo Gloriosa.
Em 2016 a atriz Meryl Streep encarna a cantora nos cinemas com o filme "Florence Foster Jenkins". O filme retrada sua trajetória de "insucesso" na carreira musical.

## Vida
Nascida em 1868, Florence, desde criança, manifestou o desejo de seguir a carreira de cantora lírica. O pai, um banqueiro bem-sucedido, ao notar o resultado das primeiras aulas de canto da filha, recusou-se a continuar pagando seus estudos. Florence não desistiu. Aos 17 anos, fugiu de casa para continuar dedicando-se à arte de cantar. Casou-se, descasou-se e ficou na pior até o pai aceitá-la de volta, com a condição de que desistisse de cantar. Ela topou e foi assim até completar 41 anos, quando o pai morreu e Florence herdou grande parte de sua fortuna. Não havia mais empecilho algum para mostrar ao mundo sua indomável voz de soprano coloratura.
Três anos depois, ela já estava dando seu primeiro recital anual. Tinha inquebrantável segurança de seu talento e dispunha-se a cantar as árias mais difíceis do repertório clássico. Em 1934, conheceu o pianista Cosmé McMoon com quem formou uma dupla até o fim da vida. Neste período, manteve o recital no Ritz, agora com McMoon — ela vendia os ingressos pessoalmente para evitar a presença de jornalistas — e gravou dois discos. A renda ia sempre para instituições de caridade.
Aos 75 anos, viajando num táxi, sofreu um acidente no trânsito. Os amigos tentaram convencê-la a processar o motorista. Ela preferiu enviar-lhe uma caixa de charutos. Adquiriu a crença de que, depois do desastre, conseguia emitir um fá maior melhor do que nunca. Os amigos temeram também a gravação dos discos. Acreditavam que, se ela se ouvisse, perceberia o quanto cantava mal. Mas Florence não se deu conta. Achava que os discos revelariam seu talento para gerações futuras, seriam como um souvenir de sua arte.
Tinha 76 anos quando aceitou se apresentar a um público maior que o dos recitais no Ritz e estrelou um concerto no prestigioso Carnegie Hall. Feito o anúncio, os ingressos se esgotaram em poucas horas. Mais de duas mil pessoas voltaram da porta do teatro, na noite de 25 de outubro de 1944, depois de tentar comprar algum ingresso de desistentes. Quem viu garante que foi uma apresentação inesquecível. Entre uma música e outra havia intervalos enormes para Florence mudar de figurino. Sua roupa com asas — ela chamava de “Angel of inspiration” — tornou-se um clássico. Conta-se que a atriz Tallulah Bankhead riu tanto durante a apresentação que teve que ser retirada do teatro.
Cinco dias após o concerto, Jenkins sofreu um ataque cardíaco enquanto fazia compras e morreu um mês depois em 26 de novembro de 1944, aos 76 anos, em sua casa em Manhattan.

## Discografia
Florence Foster Jenkins gravou nove árias em disco de 78 rotações que foram reeditados em 3 CD (Estados Unidos de América)
- The Muse Surmounted: Florence Foster Jenkins and Eleven of Her Rivals (Homophone Records)
- The Glory (????) of the Human Voice (RCA Victor)
- Murder on the High Cs (Naxos)